# Bolzano/Bozen
Bolzano/Bozen – stacja kolejowa w Bolzano, w regionie Trydent-Górna Adyga, we Włoszech. Znajdują się tu 3 perony. Stacja została otwarta 16 maja 1859. Nowy, bardziej nowoczesny budynek, zgodny z ideologią faszyzmu został wybudowany w 1927-1929 według projektu Angiolo Mazzoniego. Jest częścią projektu Centostazioni. Stacja obsługuje rocznie około 5,5 mln pasażerów.